# Heinrich Carl Brandt
Heinrich Carl Brandt   (Viena, 11 de novembre de 1724 - Múnic, 7 de maig de 1787) va ser un pintor de la cort austro-alemanya.

## Biografia
Va estudiar del 1739 al 1745 amb Jacob van Schuppen a l'Acadèmia de Belles Arts de Viena, després el 1745-1747 amb Martin van Meytens. Després va marxar a formar-se a París. Durant aquest viatge, es va aturar a Frankfurt del Main on va pintar un retrat del comte Charles de Cobenzl que el va recomanar al príncep-elector de Magúncia, Jean-Frédéric-Charles d'Ostein que el va contractar el 1749 com a pintor de cort miniaturista. Va treballar a París el 1750-1752. Va tornar a Mainz on va obrir una acadèmia.
Va viure a Mannheim després del 1765 i el 1766 es va convertir en pintor de la cort del comte palatí Carles II Teodor de Baviera, va ser el primer professor i secretari permanent de l'Acadèmia de Belles Arts de Mannheim. Va gravar diversos dels seus quadres.
Es va traslladar a Múnic després del 1780. El 1784, Carles Teodor, que es va convertir en Príncep-Elector de Baviera el 1777, li va encarregar nou grans retrats reials per a la gran sala del palau de Bretzenheim a Mannheim.
Una denúncia va portar el príncep-elector a retirar el seu suport financer i els seus privilegis. Probablement aquest és el motiu del seu suïcidi.
Possiblement era fill del paisatgista Christian Hilfgott Brand (1695-1756) i germanastre del pintor Johann Christian Brand (1722-1795) i germà del pintor Friedrich August Brand (1735-1806).